# Distretto governativo di Luneburgo
Il distretto governativo di Luneburgo (in tedesco Regierungsbezirk Lüneburg) è stato uno dei quattro distretti governativi del Land della Bassa Sassonia, soppresso nel 2005.

## Storia
Il distretto ha operato fino al 31 dicembre 2004. Dal 1º gennaio 2005, con la soppressione di questo e degli altri 3, la Bassa Sassonia non viene suddivisa in distretti governativi.

## Geografia fisica
Il distretto si trovava a nord del suo stato, con al centro la città capoluogo di Luneburgo. Confinava con gli stati dello Schleswig-Holstein, Amburgo, Meclemburgo-Pomerania Anteriore, Brandeburgo (per un piccolissimo tratto), Sassonia-Anhalt e Brema; e con gli ex-distretti di Hannover, Braunschweig, e Weser-Ems.

I centri maggiori sono Lüneburg, Celle e Cuxhaven.

## Suddivisione
Circondari rurali (Landkreis)
1. Celle
2. Cuxhaven
3. Harburg
4. Lüchow-Dannenberg
5. Osterholz
6. Rotenburg (Wümme)
7. Soltau-Fallingbostel
8. Stade
9. Uelzen
10. Verden